# Kegnæs
Kegnæs är en halvö i Danmark. Den ligger i Sønderborgs kommun i Region Syddanmark, i den södra delen av landet, 190 km sydväst om Köpenhamn. Kegnæs förbinds med ön Als genom landtungan Drejet.
Turistnäringen är viktig på Kegnæs, exempelvis ligger ett flertal campingplatser på den södra kusten.